# Babyface (musiker)

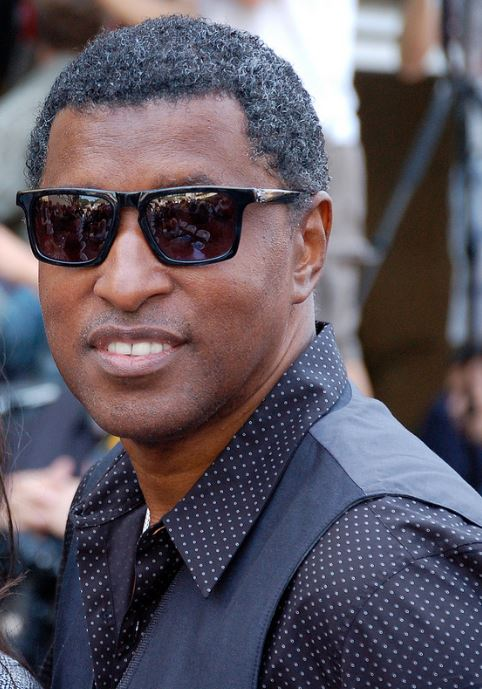
Edmonds i maj 2013.

Kenneth "Babyface" Edmonds, född 10 april 1959 i Indianapolis, Indiana, är en amerikansk R&B-sångare, låtskrivare och kompositör. Han var en av grundarna till skivbolaget LaFace Records 1989 och startade musikkarriärer åt artister som TLC, Usher och Toni Braxton. Sedan karriärstarten 1972 har han vunnit tio amerikanska Grammy Awards och gett ut nio studioalbum samt ett duettalbum med Toni Braxton.